# LiaqN
LiaqN（りあん、1999年〈平成11年〉8月10日 - ）は、日本の男性ストリーマー、YouTuber、プロeスポーツチーム「QT DIG∞」チームオーナー。
アメリカ合衆国出身。元GameWith所属。

## 人物
主にバトルロイヤルゲーム『Fortnite』に関する動画を投稿している。フォートナイト公式公認ストリーマーである。東京タワーや、TBSなどとコラボもしている。アップデートに向けたダウンタイム時にはライブ配信を行っており、時には最大同時接続数7万4000人を集めてYouTubeの急上昇ランキングで1位を獲得したことがある。そのほか、『8番出口』や『パルワールド』など流行りのゲームの実況プレイや、『アイドル』や『新時代』など流行りの曲を英語で歌った動画も投稿している。

## 来歴
日本人の両親のもとに生まれる。幼少期はアメリカ合衆国で過ごし、20歳を迎えた2019年に日本へ移住した。移住と同時にGameWithのクリエイター部門「GameWith Creators」に所属するも、再び渡米するため2020年10月末をもって脱退。その後、2021年9月8日にチャンネル登録者50万人、2023年7月30日には100万人を突破した。2025年4月8日、プロeスポーツチーム「Sengoku Gaming」のブランド刷新により新チーム名「QT DIG∞」への変更に併せてチームオーナーに就任した。